# Nebula-díjas regények
A Nebula-díjas és a díjra jelölt regények listája.

## Díjazottak és jelöltek
| Év   | Szerző                           | Cím                                                                                          | Hiv    |
| ---- | -------------------------------- | -------------------------------------------------------------------------------------------- | ------ |
| 2023 | Vajra Chandrasekera              | The Saint of Bright Doors                                                                    | [ 1 ]  |
| 2023 | S. L. Huang                      | The Water Outlaws                                                                            | [ 1 ]  |
| 2023 | Ann Leckie                       | Translation State                                                                            | [ 1 ]  |
| 2023 | Annalee Newitz                   | The Terraformers                                                                             | [ 1 ]  |
| 2023 | Wole Talabi                      | Shigidi and the Brass Head of Obalufon                                                       | [ 1 ]  |
| 2023 | Martha Wells                     | Witch King                                                                                   | [ 1 ]  |
| 2022 | R. F. Kuang                      | Babel: Or the Necessity of Violence: An Arcane History of the Oxford Translators' Revolution | [ 2 ]  |
| 2022 | Travis Baldree                   | Legends & Lattes                                                                             | [ 2 ]  |
| 2022 | Nicola Griffith                  | Spear                                                                                        | [ 2 ]  |
| 2022 | T. Kingfisher Ursula Vernon      | Nettle & Bone                                                                                | [ 2 ]  |
| 2022 | Tamsyn Muir                      | Nona the Ninth                                                                               | [ 2 ]  |
| 2022 | Ray Nayler                       | The Mountain in the Sea                                                                      | [ 2 ]  |
| 2021 | P. Djèlí Clark                   | A Master of Djinn                                                                            | [ 3 ]  |
| 2021 | C. L. Clark                      | The Unbroken                                                                                 | [ 3 ]  |
| 2021 | S. B. Divya                      | Machinehood                                                                                  | [ 3 ]  |
| 2021 | Arkady Martine                   | A Desolation Called Peace                                                                    | [ 3 ]  |
| 2021 | Jason Sanford                    | Plague Birds                                                                                 | [ 3 ]  |
| 2020 | Martha Wells                     | Network Effect                                                                               | [ 4 ]  |
| 2020 | Susanna Clarke                   | Piranesi                                                                                     | [ 4 ]  |
| 2020 | N. K. Jemisin                    | The City We Became                                                                           | [ 4 ]  |
| 2020 | Silvia Moreno-Garcia             | Mexican Gothic                                                                               | [ 4 ]  |
| 2020 | C. L. Polk                       | The Midnight Bargain                                                                         | [ 4 ]  |
| 2020 | Rebecca Roanhorse                | Black Sun                                                                                    | [ 4 ]  |
| 2019 | Sarah Pinsker                    | A Song for a New Day                                                                         | [ 5 ]  |
| 2019 | Charles E. Gannon                | Marque of Caine                                                                              | [ 5 ]  |
| 2019 | Alix E. Harrow                   | The Ten Thousand Doors of January                                                            | [ 5 ]  |
| 2019 | Arkady Martine                   | A Memory Called Empire                                                                       | [ 5 ]  |
| 2019 | Silvia Moreno-Garcia             | Gods of Jade and Shadow                                                                      | [ 5 ]  |
| 2019 | Tamsyn Muir                      | Gideon the Ninth                                                                             | [ 5 ]  |
| 2018 | Mary Robinette Kowal             | The Calculating Stars                                                                        | [ 6 ]  |
| 2018 | Sam J. Miller                    | Blackfish City                                                                               | [ 6 ]  |
| 2018 | R. F. Kuang                      | The Poppy War                                                                                | [ 6 ]  |
| 2018 | Naomi Novik                      | Spinning Silver                                                                              | [ 6 ]  |
| 2018 | Rebecca Roanhorse                | Trail of Lightning                                                                           | [ 6 ]  |
| 2018 | C. L. Polk                       | Witchmark                                                                                    | [ 6 ]  |
| 2017 | N. K. Jemisin                    | The Stone Sky                                                                                | [ 7 ]  |
| 2017 | Lara Elena Donnelly              | Amberlough                                                                                   | [ 7 ]  |
| 2017 | Theodora Goss                    | The Strange Case of the Alchemist's Daughter                                                 | [ 7 ]  |
| 2017 | Daryl Gregory                    | Spoonbenders                                                                                 | [ 7 ]  |
| 2017 | Mur Lafferty                     | Six Wakes                                                                                    | [ 7 ]  |
| 2017 | Fonda Lee                        | Jade City                                                                                    | [ 7 ]  |
| 2017 | Annalee Newitz                   | Autonomous                                                                                   | [ 7 ]  |
| 2016 | Charlie Jane Anders              | All the Birds in the Sky                                                                     | [ 8 ]  |
| 2016 | Mishell Baker                    | Borderline                                                                                   | [ 8 ]  |
| 2016 | N. K. Jemisin                    | The Obelisk Gate                                                                             | [ 8 ]  |
| 2016 | Lee                              | Ninefox Gambit                                                                               | [ 8 ]  |
| 2016 | Nisi Shawl                       | Everfair                                                                                     | [ 8 ]  |
| 2015 | Naomi Novik                      | Uprooted                                                                                     | [ 9 ]  |
| 2015 | Ann Leckie                       | Ancillary Mercy                                                                              | [ 9 ]  |
| 2015 | Lawrence M. Schoen               | Barsk: The Elephants' Graveyard                                                              | [ 9 ]  |
| 2015 | N. K. Jemisin                    | The Fifth Season                                                                             | [ 9 ]  |
| 2015 | Ken Liu                          | The Grace of Kings                                                                           | [ 9 ]  |
| 2015 | Charles E. Gannon                | Raising Caine                                                                                | [ 9 ]  |
| 2015 | Fran Wilde                       | Updraft                                                                                      | [ 9 ]  |
| 2014 | Jeff VanderMeer                  | Annihilation                                                                                 | [ 10 ] |
| 2014 | Katherine Addison                | The Goblin Emperor                                                                           | [ 10 ] |
| 2014 | Charles E. Gannon                | Trial by Fire                                                                                | [ 10 ] |
| 2014 | Ann Leckie                       | Ancillary Sword                                                                              | [ 10 ] |
| 2014 | Cixin Liu                        | The Three-Body Problem                                                                       | [ 10 ] |
| 2014 | Jack McDevitt                    | Coming Home                                                                                  | [ 10 ] |
| 2013 | Ann Leckie                       | Ancillary Justice                                                                            | [ 11 ] |
| 2013 | Karen Joy Fowler                 | We Are All Completely Beside Ourselves                                                       | [ 11 ] |
| 2013 | Neil Gaiman                      | The Ocean at the End of the Lane                                                             | [ 11 ] |
| 2013 | Charles E. Gannon                | Fire with Fire                                                                               | [ 11 ] |
| 2013 | Nicola Griffith                  | Hild                                                                                         | [ 11 ] |
| 2013 | Linda Nagata                     | The Red: First Light                                                                         | [ 11 ] |
| 2013 | Sofia Samatar                    | A Stranger in Olondria                                                                       | [ 11 ] |
| 2013 | Helene Wecker                    | The Golem and the Jinni                                                                      | [ 11 ] |
| 2012 | Kim Stanley Robinson             | 2312                                                                                         | [ 12 ] |
| 2012 | Saladin Ahmed                    | Throne of the Crescent Moon                                                                  | [ 12 ] |
| 2012 | Tina Connolly                    | Ironskin                                                                                     | [ 12 ] |
| 2012 | N. K. Jemisin                    | The Killing Moon                                                                             | [ 12 ] |
| 2012 | Caitlín R. Kiernan               | The Drowning Girl                                                                            | [ 12 ] |
| 2012 | Mary Robinette Kowal             | Glamour in Glass                                                                             | [ 12 ] |
| 2011 | Jo Walton                        | Among Others                                                                                 | [ 13 ] |
| 2011 | China Miéville                   | Embassytown (Konzulváros)                                                                    | [ 13 ] |
| 2011 | Jack McDevitt                    | Firebird (Tűzmadár)                                                                          | [ 13 ] |
| 2011 | Kameron Hurley                   | God’s War                                                                                    | [ 13 ] |
| 2011 | Genevieve Valentine              | Mechanique: A Tale of the Circus Tresaulti                                                   | [ 13 ] |
| 2011 | N. K. Jemisin                    | The Kingdom of Gods                                                                          | [ 13 ] |
| 2010 | Connie Willis                    | Blackout/All Clear                                                                           | [ 14 ] |
| 2010 | M. K. Hobson                     | The Native Star                                                                              | [ 14 ] |
| 2010 | N. K. Jemisin                    | The Hundred Thousand Kingdoms                                                                | [ 14 ] |
| 2010 | Mary Robinette Kowal             | Shades of Milk and Honey                                                                     | [ 14 ] |
| 2010 | Jack McDevitt                    | Echo (Echo)                                                                                  | [ 14 ] |
| 2010 | Nnedi Okorafor                   | Who Fears Death                                                                              | [ 14 ] |
| 2009 | Paolo Bacigalupi                 | The Windup Girl (A felhúzhatós lány)                                                         | [ 15 ] |
| 2009 | Christopher Barzak               | The Love We Share Without Knowing                                                            | [ 15 ] |
| 2009 | Laura Anne Gilman                | Flesh and Fire                                                                               | [ 15 ] |
| 2009 | China Miéville                   | The City & The City (A város és a város között)                                              | [ 15 ] |
| 2009 | Cherie Priest                    | Boneshaker                                                                                   | [ 15 ] |
| 2009 | Jeff VanderMeer                  | Finch                                                                                        | [ 15 ] |
| 2008 | Ursula K. Le Guin                | Powers                                                                                       | [ 16 ] |
| 2008 | Cory Doctorow                    | Little Brother (Kis testvér)                                                                 | [ 16 ] |
| 2008 | Jack McDevitt                    | Cauldron                                                                                     | [ 16 ] |
| 2008 | Ian McDonald                     | Brasyl                                                                                       | [ 16 ] |
| 2008 | Terry Pratchett                  | Making Money                                                                                 | [ 16 ] |
| 2008 | David J. Schwartz                | Superpowers                                                                                  | [ 16 ] |
| 2007 | Michael Chabon                   | The Yiddish Policemen's Union                                                                | [ 17 ] |
| 2007 | Jack McDevitt                    | Odyssey                                                                                      | [ 17 ] |
| 2007 | Joe Haldeman                     | The Accidental Time Machine                                                                  | [ 17 ] |
| 2007 | Nalo Hopkinson                   | The New Moon's Arms                                                                          | [ 17 ] |
| 2007 | Tobias Buckell                   | Ragamuffin                                                                                   | [ 17 ] |
| 2006 | Jack McDevitt                    | Seeker (Elveszett kolónia)                                                                   | [ 18 ] |
| 2006 | Ellen Kushner                    | The Privilege of the Sword                                                                   | [ 18 ] |
| 2006 | Jeffrey Ford                     | The Girl in the Glass                                                                        | [ 18 ] |
| 2006 | Jo Walton                        | Farthing (Farthing)                                                                          | [ 18 ] |
| 2006 | Richard Bowes                    | From the Files of the Time Rangers                                                           | [ 18 ] |
| 2006 | Wil McCarthy                     | To Crush the Moon                                                                            | [ 18 ] |
| 2005 | Joe Haldeman                     | Camouflage                                                                                   | [ 19 ] |
| 2005 | Susanna Clarke                   | Jonathan Strange and Mr Norrell (A Hollókirály)                                              | [ 19 ] |
| 2005 | Jack McDevitt                    | Polaris (Polaris)                                                                            | [ 19 ] |
| 2005 | Terry Pratchett                  | Going Postal                                                                                 | [ 19 ] |
| 2005 | Geoff Ryman                      | Air (Levegő)                                                                                 | [ 19 ] |
| 2005 | John C. Wright                   | Orphans of Chaos                                                                             | [ 19 ] |
| 2004 | Lois McMaster Bujold             | Paladin of Souls                                                                             | [ 20 ] |
| 2004 | Cory Doctorow                    | Down and Out in the Magic Kingdom                                                            | [ 20 ] |
| 2004 | Jack McDevitt                    | Omega                                                                                        | [ 20 ] |
| 2004 | David Mitchell                   | Cloud Atlas                                                                                  | [ 20 ] |
| 2004 | Sean Stewart                     | Perfect Circle                                                                               | [ 20 ] |
| 2004 | Gene Wolfe                       | The Knight                                                                                   | [ 20 ] |
| 2003 | Elizabeth Moon                   | The Speed of Dark (A sötét sebessége)                                                        | [ 21 ] |
| 2003 | Lois McMaster Bujold             | Diplomatic Immunity                                                                          | [ 21 ] |
| 2003 | Carol Emshwiller                 | The Mount                                                                                    | [ 21 ] |
| 2003 | Kathleen Ann Goonan              | Light Music                                                                                  | [ 21 ] |
| 2003 | Nalo Hopkinson                   | The Salt Roads                                                                               | [ 21 ] |
| 2003 | Jack McDevitt                    | Chindi                                                                                       | [ 21 ] |
| 2002 | Neil Gaiman                      | American Gods (Amerikai istenek)                                                             | [ 22 ] |
| 2002 | Kelley Eskridge                  | Solitaire                                                                                    | [ 22 ] |
| 2002 | Ursula K. Le Guin                | The Other Wind (Más szelek szárnyán)                                                         | [ 22 ] |
| 2002 | Robert A. Metzger                | Picoverse                                                                                    | [ 22 ] |
| 2002 | China Miéville                   | Perdido Street Station (Perdido Pályaudvar, végállomás)                                      | [ 22 ] |
| 2002 | Michael Swanwick                 | Bones of the Earth                                                                           | [ 22 ] |
| 2001 | Catherine Asaro                  | The Quantum Rose                                                                             | [ 23 ] |
| 2001 | Jeffrey A. Carver                | Eternity's End                                                                               | [ 23 ] |
| 2001 | Geoffrey A. Landis               | Mars Crossing                                                                                | [ 23 ] |
| 2001 | George R. R. Martin              | A Storm of Swords (Kardok vihara)                                                            | [ 23 ] |
| 2001 | Will McCarthy                    | The Collapsium                                                                               | [ 23 ] |
| 2001 | Patricia A. McKillip             | The Tower at Stony Wood                                                                      | [ 23 ] |
| 2001 | Tim Powers                       | Declare                                                                                      | [ 23 ] |
| 2001 | Connie Willis                    | Passage                                                                                      | [ 23 ] |
| 2000 | Greg Bear                        | Darwin's Radio                                                                               | [ 24 ] |
| 2000 | Lois McMaster Bujold             | A Civil Campaign                                                                             | [ 24 ] |
| 2000 | Kathleen Ann Goonan              | Crescent City Rhapsody                                                                       | [ 24 ] |
| 2000 | Nalo Hopkinson                   | Midnight Robber                                                                              | [ 24 ] |
| 2000 | Jack McDevitt                    | Infinity Beach                                                                               | [ 24 ] |
| 2000 | Charles de Lint                  | Forests of the Heart                                                                         | [ 24 ] |
| 1999 | Octavia E. Butler                | Parable of the Talents                                                                       | [ 25 ] |
| 1999 | Ken MacLeod                      | The Cassini Division                                                                         | [ 25 ] |
| 1999 | George R. R. Martin              | A Clash of Kings (Királyok csatája)                                                          | [ 25 ] |
| 1999 | Maureen F. McHugh                | Mission Child                                                                                | [ 25 ] |
| 1999 | Sean Stewart                     | Mockingbird                                                                                  | [ 25 ] |
| 1999 | Vernor Vinge                     | A Deepness in the Sky                                                                        | [ 25 ] |
| 1998 | Joe Haldeman                     | Forever Peace                                                                                | [ 26 ] |
| 1998 | Catherine Asaro                  | The Last Hawk                                                                                | [ 26 ] |
| 1998 | Jack McDevitt                    | Moonfall                                                                                     | [ 26 ] |
| 1998 | Harry Turtledove                 | How Few Remain                                                                               | [ 26 ] |
| 1998 | Martha Wells                     | Death of the Necromancer                                                                     | [ 26 ] |
| 1998 | Connie Willis                    | To Say Nothing of the Dog                                                                    | [ 26 ] |
| 1997 | Vonda McIntyre                   | The Moon and the Sun                                                                         | [ 27 ] |
| 1997 | Lois McMaster Bujold             | Memory                                                                                       | [ 27 ] |
| 1997 | Kate Elliott                     | King's Dragon                                                                                | [ 27 ] |
| 1997 | George R. R. Martin              | A Game of Thrones (Trónok harca)                                                             | [ 27 ] |
| 1997 | Jack McDevitt                    | Ancient Shores                                                                               | [ 27 ] |
| 1997 | Walter Jon Williams              | City on Fire                                                                                 | [ 27 ] |
| 1997 | Connie Willis                    | Bellwether                                                                                   | [ 27 ] |
| 1996 | Nicola Griffith                  | Slow River                                                                                   | [ 28 ] |
| 1996 | Nina Kiriki Hoffman              | The Silent Strength of Stones                                                                | [ 28 ] |
| 1996 | Patricia A. McKillip             | Winter Rose                                                                                  | [ 28 ] |
| 1996 | Tim Powers                       | Expiration Date                                                                              | [ 28 ] |
| 1996 | Robert J. Sawyer                 | Starplex                                                                                     | [ 28 ] |
| 1996 | Neal Stephenson                  | The Diamond Age                                                                              | [ 28 ] |
| 1995 | Robert J. Sawyer                 | The Terminal Experiment                                                                      | [ 29 ] |
| 1995 | John Barnes                      | Mother of Storms                                                                             | [ 29 ] |
| 1995 | Nancy Kress                      | Beggars and Choosers                                                                         | [ 29 ] |
| 1995 | Paul Park                        | Celestis                                                                                     | [ 29 ] |
| 1995 | Walter Jon Williams              | Metropolitan                                                                                 | [ 29 ] |
| 1995 | Gene Wolfe                       | Calde of the Long Sun                                                                        | [ 29 ] |
| 1994 | Greg Bear                        | Moving Mars                                                                                  | [ 30 ] |
| 1994 | Octavia E. Butler                | Parable of the Sower                                                                         | [ 30 ] |
| 1994 | Jonathan Lethem                  | Gun, with Occasional Music                                                                   | [ 30 ] |
| 1994 | James Morrow                     | Towing Jehovah                                                                               | [ 30 ] |
| 1994 | Rachel Pollack                   | Temporary Agency                                                                             | [ 30 ] |
| 1994 | Kim Stanley Robinson             | Green Mars                                                                                   | [ 30 ] |
| 1994 | Roger Zelazny                    | A Night in the Lonesome October                                                              | [ 30 ] |
| 1993 | Kim Stanley Robinson             | Red Mars (Vörös Mars)                                                                        | [ 31 ] |
| 1993 | Kevin J. Anderson és Doug Beason | Assemblers of Infinity                                                                       | [ 31 ] |
| 1993 | Algis Budrys                     | Hard Landing                                                                                 | [ 31 ] |
| 1993 | Nancy Kress                      | Beggars in Spain                                                                             | [ 31 ] |
| 1993 | Gene Wolfe                       | Nightside the Long Sun                                                                       | [ 31 ] |
| 1992 | Connie Willis                    | Doomsday Book                                                                                | [ 32 ] |
| 1992 | John Barnes                      | A Million Open Doors                                                                         | [ 32 ] |
| 1992 | Karen Joy Fowler                 | Sarah Canary                                                                                 | [ 32 ] |
| 1992 | Maureen F. McHugh                | China Mountain Zhang                                                                         | [ 32 ] |
| 1992 | Vernor Vinge                     | A Fire Upon the Deep                                                                         | [ 32 ] |
| 1992 | Jane Yolen                       | Briar Rose (Csipkerózsa)                                                                     | [ 32 ] |
| 1991 | Michael Swanwick                 | Stations of the Tide                                                                         | [ 33 ] |
| 1991 | John Barnes                      | Orbital Resonance                                                                            | [ 33 ] |
| 1991 | Lois McMaster Bujold             | Barrayar (Barrayar)                                                                          | [ 33 ] |
| 1991 | Emma Bull                        | Bone Dance                                                                                   | [ 33 ] |
| 1991 | Pat Cadigan                      | Synners                                                                                      | [ 33 ] |
| 1991 | Bruce Sterling és William Gibson | The Difference Engine (A gépezet)                                                            | [ 33 ] |
| 1990 | Ursula K. Le Guin                | Tehanu: The Last Book of Earthsea (Tehanu)                                                   | [ 34 ] |
| 1990 | Valerie Martin                   | Mary Reilly                                                                                  | [ 34 ] |
| 1990 | James Morrow                     | Only Begotten Daughter                                                                       | [ 34 ] |
| 1990 | Dan Simmons                      | The Fall of Hyperion (Hyperion bukása)                                                       | [ 34 ] |
| 1990 | John E. Stith                    | Redshift Rendezvous                                                                          | [ 34 ] |
| 1990 | Jane Yolen                       | White Jenna                                                                                  | [ 34 ] |
| 1989 | Elizabeth Ann Scarborough        | The Healer's War                                                                             | [ 35 ] |
| 1989 | Poul Anderson                    | The Boat of a Million Years                                                                  | [ 35 ] |
| 1989 | Orson Scott Card                 | Prentice Alvin (Kovácsinas)                                                                  | [ 35 ] |
| 1989 | John Kessel                      | Good News From Outer Space                                                                   | [ 35 ] |
| 1989 | Mike Resnick                     | Ivory: A Legend of Past and Future (Agyarak)                                                 | [ 35 ] |
| 1989 | Jane Yolen                       | Sister Light, Sister Dark                                                                    | [ 35 ] |
| 1988 | Lois McMaster Bujold             | Falling Free                                                                                 | [ 36 ] |
| 1988 | Lewis Shiner                     | Deserted Cities of the Heart                                                                 | [ 36 ] |
| 1988 | George Turner                    | Drowning Towers                                                                              | [ 36 ] |
| 1988 | Gregory Benford                  | Great Sky River                                                                              | [ 36 ] |
| 1988 | William Gibson                   | Mona Lisa Overdrive (Mona Lisa Overdrive)                                                    | [ 36 ] |
| 1988 | Orson Scott Card                 | Red Prophet (A rézbőrű próféta)                                                              | [ 36 ] |
| 1988 | Gene Wolfe                       | The Urth of the New Sun                                                                      | [ 36 ] |
| 1987 | Pat Murphy                       | The Falling Woman                                                                            | [ 37 ] |
| 1987 | Greg Bear                        | The Forge of God                                                                             | [ 37 ] |
| 1987 | Gene Wolfe                       | Soldier of the Mist                                                                          | [ 37 ] |
| 1987 | David Brin                       | The Uplift War                                                                               | [ 37 ] |
| 1987 | Avram Davidson                   | Vergil in Averno                                                                             | [ 37 ] |
| 1987 | George Alec Effinger             | When Gravity Fails                                                                           | [ 37 ] |
| 1986 | Orson Scott Card                 | Speaker for the Dead (A Holtak Szószólója)                                                   | [ 38 ] |
| 1986 | William Gibson                   | Count Zero (Neurománc 2 – Számláló nullára)                                                  | [ 38 ] |
| 1986 | Gene Wolfe                       | Free Live Free                                                                               | [ 38 ] |
| 1986 | Margaret Atwood                  | The Handmaid's Tale (A szolgálólány meséje)                                                  | [ 38 ] |
| 1986 | Leigh Kennedy                    | The Journal of Nicholas the American                                                         | [ 38 ] |
| 1986 | James Morrow                     | This is the Way the World Ends                                                               | [ 38 ] |
| 1985 | Orson Scott Card                 | Ender's Game (Végjáték)                                                                      | [ 39 ] |
| 1985 | Greg Bear                        | Blood Music (A vér zenéje)                                                                   | [ 39 ] |
| 1985 | Tim Powers                       | Dinner at Deviant's Palace                                                                   | [ 39 ] |
| 1985 | Brian Aldiss                     | Helliconia Winter                                                                            | [ 39 ] |
| 1985 | David Brin                       | The Postman (A jövő hírnöke)                                                                 | [ 39 ] |
| 1985 | Barry N. Malzberg                | The Remaking of Sigmund Freud                                                                | [ 39 ] |
| 1985 | Bruce Sterling                   | Schismatrix                                                                                  | [ 39 ] |
| 1984 | William Gibson                   | Neuromancer (Neurománc)                                                                      | [ 40 ] |
| 1984 | Lewis Shiner                     | Frontera                                                                                     | [ 40 ] |
| 1984 | Larry Niven                      | The Integral Trees                                                                           | [ 40 ] |
| 1984 | Robert A. Heinlein               | Job: A Comedy of Justice                                                                     | [ 40 ] |
| 1984 | Jack Dann                        | The Man Who Melted                                                                           | [ 40 ] |
| 1984 | Kim Stanley Robinson             | The Wild Shore                                                                               | [ 40 ] |
| 1983 | David Brin                       | Startide Rising (Csillagdagály)                                                              | [ 41 ] |
| 1983 | Gregory Benford                  | Against Infinity                                                                             | [ 41 ] |
| 1983 | Gene Wolfe                       | The Citadel of the Autarch                                                                   | [ 41 ] |
| 1983 | Jack Vance                       | Lyonesse (Lyonesse)                                                                          | [ 41 ] |
| 1983 | R. A. MacAvoy                    | Tea with the Black Dragon                                                                    | [ 41 ] |
| 1983 | Norman Spinrad                   | The Void Captain's Tale                                                                      | [ 41 ] |
| 1982 | Michael Bishop                   | No Enemy But Time                                                                            | [ 42 ] |
| 1982 | Isaac Asimov                     | Foundation's Edge (Az Alapítvány pereme)                                                     | [ 42 ] |
| 1982 | Robert A. Heinlein               | Friday                                                                                       | [ 42 ] |
| 1982 | Brian Aldiss                     | Helliconia Spring (Helliconia: Tavasz)                                                       | [ 42 ] |
| 1982 | Gene Wolfe                       | The Sword of the Lictor (A lictor kardja)                                                    | [ 42 ] |
| 1982 | Philip K. Dick                   | The Transmigration of Timothy Archer                                                         | [ 42 ] |
| 1981 | Gene Wolfe                       | The Claw of the Conciliator (A Békéltető ereklyéje)                                          | [ 43 ] |
| 1981 | John Crowley                     | Little, Big                                                                                  | [ 43 ] |
| 1981 | Julian May                       | The Many-Colored Land                                                                        | [ 43 ] |
| 1981 | A. A. Attanasio                  | Radix                                                                                        | [ 43 ] |
| 1981 | Russell Hoban                    | Riddley Walker                                                                               | [ 43 ] |
| 1981 | Suzy McKee Charnas               | The Vampire Tapestry                                                                         | [ 43 ] |
| 1980 | Gregory Benford                  | Timescape                                                                                    | [ 44 ] |
| 1980 | Frederik Pohl                    | Beyond the Blue Event Horizon (Túl a kék eseményhorizonton)                                  | [ 44 ] |
| 1980 | Walter Tevis                     | Mockingbird                                                                                  | [ 44 ] |
| 1980 | Robert Stallman                  | The Orphan                                                                                   | [ 44 ] |
| 1980 | Gene Wolfe                       | The Shadow of the Torturer (A kínvallató árnya)                                              | [ 44 ] |
| 1980 | Joan D. Vinge                    | The Snow Queen                                                                               | [ 44 ] |
| 1979 | Arthur C. Clarke                 | The Fountains of Paradise (Az éden szökőkútjai)                                              | [ 45 ] |
| 1979 | Frederik Pohl                    | Jem                                                                                          | [ 45 ] |
| 1979 | Kate Wilhelm                     | Juniper Time                                                                                 | [ 45 ] |
| 1979 | Thomas M. Disch                  | On Wings of Song                                                                             | [ 45 ] |
| 1979 | Richard Cowper                   | The Road to Corlay                                                                           | [ 45 ] |
| 1979 | John Varley                      | Titan (Titán)                                                                                | [ 45 ] |
| 1978 | Vonda McIntyre                   | Dreamsnake                                                                                   | [ 46 ] |
| 1978 | Tom Reamy                        | Blind Voices                                                                                 | [ 46 ] |
| 1978 | C. J. Cherryh                    | The Faded Sun: Kesrith                                                                       | [ 46 ] |
| 1978 | Gore Vidal                       | Kalki                                                                                        | [ 46 ] |
| 1978 | Gardner Dozois                   | Strangers                                                                                    | [ 46 ] |
| 1977 | Frederik Pohl                    | Gateway (Átjáró)                                                                             | [ 47 ] |
| 1977 | Terry Carr                       | Cirque                                                                                       | [ 47 ] |
| 1977 | Gregory Benford                  | In the Ocean of Night                                                                        | [ 47 ] |
| 1977 | David Gerrold                    | Moonstar Odyssey                                                                             | [ 47 ] |
| 1977 | Richard A. Lupoff                | Sword of Demon                                                                               | [ 47 ] |
| 1976 | Frederik Pohl                    | Man Plus                                                                                     | [ 48 ] |
| 1976 | Larry Niven & Jerry Pournelle    | Inferno                                                                                      | [ 48 ] |
| 1976 | Marta Randall                    | Islands                                                                                      | [ 48 ] |
| 1976 | Robert Silverberg                | Shadrach in the Furnace                                                                      | [ 48 ] |
| 1976 | Samuel R. Delany                 | Triton                                                                                       | [ 48 ] |
| 1976 | Kate Wilhelm                     | Where Late the Sweet Birds Sang                                                              | [ 48 ] |
| 1975 | Joe Haldeman                     | The Forever War (Örök háború)                                                                | [ 49 ] |
| 1975 | Arthur Byron                     | Autumn Angels                                                                                | [ 49 ] |
| 1975 | Tanith Lee                       | The Birthgrave                                                                               | [ 49 ] |
| 1975 | Alfred Bester                    | The Computer Connection                                                                      | [ 49 ] |
| 1975 | Samuel R. Delany                 | Dhalgren                                                                                     | [ 49 ] |
| 1975 | Roger Zelazny                    | Doorways in the Sand                                                                         | [ 49 ] |
| 1975 | Ian Watson                       | The Embedding                                                                                | [ 49 ] |
| 1975 | Vonda N. McIntyre                | The Exile Waiting                                                                            | [ 49 ] |
| 1975 | Joanna Russ                      | The Female Man                                                                               | [ 49 ] |
| 1975 | Michael Bishop                   | A Funeral for the Eyes of Fire                                                               | [ 49 ] |
| 1975 | Barry N. Malzberg                | Guernica Night                                                                               | [ 49 ] |
| 1975 | Marion Zimmer Bradley            | The Heritage of Hastur                                                                       | [ 49 ] |
| 1975 | Italo Calvino                    | Invisible Cities (Láthatatlan városok)                                                       | [ 49 ] |
| 1975 | Poul Anderson                    | A Midsummer Tempest (Tomboló vihar)                                                          | [ 49 ] |
| 1975 | Katherine Maclean                | The Missing Man                                                                              | [ 49 ] |
| 1975 | Larry Niven és Jerry Pournelle   | The Mote in God's Eye (Szálka Isten szemében; A szálkák)                                     | [ 49 ] |
| 1975 | E. L. Doctorow                   | Ragtime (Ragtime)                                                                            | [ 49 ] |
| 1975 | Robert Silverberg                | The Stochastic Man (Jövőlátó ember)                                                          | [ 49 ] |
| 1974 | Ursula K. Le Guin                | The Dispossessed (A kisemmizettek)                                                           | [ 50 ] |
| 1974 | Thomas M. Disch                  | 334                                                                                          | [ 50 ] |
| 1974 | Philip K. Dick                   | Flow My Tears, The Policeman Said (Csordulj könnyem, mondta a rendőr)                        | [ 50 ] |
| 1974 | T. J. Bass                       | The Godwhale                                                                                 | [ 50 ] |
| 1973 | Arthur C. Clarke                 | Rendezvous with Rama (Randevú a Rámával)                                                     | [ 51 ] |
| 1973 | Thomas Pynchon                   | Gravity's Rainbow                                                                            | [ 51 ] |
| 1973 | David Gerrold                    | The Man Who Folded Himself                                                                   | [ 51 ] |
| 1973 | Poul Anderson                    | The People of the Wind                                                                       | [ 51 ] |
| 1973 | Robert A. Heinlein               | Time Enough for Love                                                                         | [ 51 ] |
| 1972 | Isaac Asimov                     | The Gods Themselves (Az istenek is…)                                                         | [ 52 ] |
| 1972 | Robert Silverberg                | The Book of Skulls                                                                           | [ 52 ] |
| 1972 | Robert Silverberg                | Dying Inside                                                                                 | [ 52 ] |
| 1972 | Norman Spinrad                   | The Iron Dream                                                                               | [ 52 ] |
| 1972 | John Brunner                     | The Sheep Look Up                                                                            | [ 52 ] |
| 1972 | George Alec Effinger             | What Entropy Means to Me                                                                     | [ 52 ] |
| 1972 | David Gerrold                    | When Harlie Was One                                                                          | [ 52 ] |
| 1971 | Robert Silverberg                | A Time of Changes                                                                            | [ 53 ] |
| 1971 | Poul Anderson                    | The Byworlder                                                                                | [ 53 ] |
| 1971 | R. A. Lafferty                   | The Devil is Dead                                                                            | [ 53 ] |
| 1971 | T. J. Bass                       | Half Past Human                                                                              | [ 53 ] |
| 1971 | Ursula K. Le Guin                | The Lathe of Heaven (Égi eszterga)                                                           | [ 53 ] |
| 1971 | Kate Wilhelm                     | Margaret and I                                                                               | [ 53 ] |
| 1970 | Larry Niven                      | Ringworld (Gyűrűvilág)                                                                       | [ 54 ] |
| 1970 | Joanna Russ                      | And Chaos Died                                                                               | [ 54 ] |
| 1970 | R. A. Lafferty                   | Fourth Mansions                                                                              | [ 54 ] |
| 1970 | D. G. Compton                    | The Steel Crocodile                                                                          | [ 54 ] |
| 1970 | Robert Silverberg                | Tower of Glass (Üvegtorony)                                                                  | [ 54 ] |
| 1970 | Wilson Tucker                    | The Year of the Quiet Sun                                                                    | [ 54 ] |
| 1969 | Ursula K. Le Guin                | The Left Hand of Darkness (A sötétség balkeze)                                               | [ 55 ] |
| 1969 | Norman Spinrad                   | Bug Jack Barron                                                                              | [ 55 ] |
| 1969 | Roger Zelazny                    | Isle of the Dead                                                                             | [ 55 ] |
| 1969 | John Brunner                     | The Jagged Orbit                                                                             | [ 55 ] |
| 1969 | Kurt Vonnegut                    | Slaughterhouse Five (Az ötös számú vágóhíd)                                                  | [ 55 ] |
| 1969 | Robert Silverberg                | Up the Line                                                                                  | [ 55 ] |
| 1968 | Alexei Panshin                   | Rite of Passage                                                                              | [ 56 ] |
| 1968 | James Blish                      | Black Easter                                                                                 | [ 56 ] |
| 1968 | Philip K. Dick                   | Do Androids Dream of Electric Sheep? (Álmodnak-e az androidok elektronikus bárányokkal?)     | [ 56 ] |
| 1968 | Robert Silverberg                | The Masks of Time (Vendég a jövőből)                                                         | [ 56 ] |
| 1968 | R. A. Lafferty                   | Past Master                                                                                  | [ 56 ] |
| 1968 | Joanna Russ                      | Picnic on Paradise                                                                           | [ 56 ] |
| 1968 | John Brunner                     | Stand on Zanzibar                                                                            | [ 56 ] |
| 1967 | Samuel R. Delany                 | The Einstein Intersection                                                                    | [ 57 ] |
| 1967 | Piers Anthony                    | Chthon                                                                                       | [ 57 ] |
| 1967 | Hayden Howard                    | The Eskimo Invasion                                                                          | [ 57 ] |
| 1967 | Roger Zelazny                    | Lord of Light                                                                                | [ 57 ] |
| 1967 | Robert Silverberg                | Thorns                                                                                       | [ 57 ] |
| 1966 | Samuel R. Delaney                | Babel-17 (megosztott díj)                                                                    | [ 58 ] |
| 1966 | Daniel Keyes                     | Flowers for Algernon (Virágot Algernonnak) (megosztott díj)                                  | [ 58 ] |
| 1966 | Robert A. Heinlein               | The Moon Is a Harsh Mistress                                                                 | [ 58 ] |
| 1965 | Frank Herbert                    | Dune (A Dűne)                                                                                | [ 59 ] |
| 1965 | Clifford D. Simak                | All Flesh is Grass                                                                           | [ 59 ] |
| 1965 | Theodore Thomas és Kate Wilhelm  | The Clone                                                                                    | [ 59 ] |
| 1965 | Philip K. Dick                   | Dr. Bloodmoney (Dr. Vérdíj)                                                                  | [ 59 ] |
| 1965 | James White                      | The Escape Orbit                                                                             | [ 59 ] |
| 1965 | Thomas M. Disch                  | The Genocides                                                                                | [ 59 ] |
| 1965 | William S. Burroughs             | Nova Express                                                                                 | [ 59 ] |
| 1965 | Keith Laumer                     | A Plague of Demons                                                                           | [ 59 ] |
| 1965 | Avram Davidson                   | Rogue Dragon                                                                                 | [ 59 ] |
| 1965 | G. C. Edmondson                  | The Ship That Sailed the Time Stream                                                         | [ 59 ] |
| 1965 | Poul Anderson                    | The Star Fox                                                                                 | [ 59 ] |
| 1965 | Philip K. Dick                   | The Three Stigmata of Palmer Eldritch (Palmer Eldritch három stigmája)                       | [ 59 ] |

## Lásd még
- Nebula-díjas kisregények

## Fordítás
- Ez a szócikk részben vagy egészben  a   Nebula_Award_for_Best_Novel című angol Wikipédia-szócikk fordításán alapul.  Az eredeti cikk szerkesztőit annak laptörténete sorolja fel. Ez a jelzés csupán a megfogalmazás eredetét és a szerzői jogokat jelzi, nem szolgál a cikkben szereplő információk forrásmegjelöléseként.